# مزرعة السيد
مزرعة السيد هي إحدى القرى اللبنانية من قرى قضاء جبيل في محافظة جبل لبنان.